# Una piccola parte di te
Una piccola parte di te è un singolo del cantante pop italiano Fausto Leali, pubblicato il 18 febbraio 2009 dalle etichette discografiche Halidon e Steamroller.
La canzone è stata scritta da Franco Fasano e Fabrizio Berlincioni ed è stata presentata dal cantante al Festival di Sanremo 2009, giungendo alla serata finale pur non aggiudicandosi il podio; si classifica 5º. Nella serata dei duetti, l'artista ha interpretato il brano insieme a Fabrizio Moro.
Il brano è stato inserito nell'omonima raccolta dell'artista, pubblicata nello stesso periodo, Una piccola parte di te.

## Tracce
1. Una piccola parte di te – 3:45